# San Giovanni Battista tra altri santi
(Francesco Colalucci 1998)
San Giovanni Battista e santi è un dipinto olio su tela di Andrea Previtali collocato nella prima cappella a sinistra della chiesa di Santo Spirito di Bergamo. La tela venne eseguita nel 1515, prima opera pubblica dell'artista bergamasco al ritorno nella città orobica.

## Storia
Il Previtali, bergamasco di origine ma che aveva vissuto un lungo periodo a Venezia dove aveva seguito il padre che commerciava in corde e aghi, si firmava infatti Cordeliaghi, discepolo alla scuola di Giovanni Bellini, giunse a Bergamo nel 1512, nel medesimo periodo in cui Lorenzo Lotto aveva fatto la sua apparizione in città. Tra i due pittori si instaurò un rapporto di reciproco rispetto tanto che il Lotto non solo dichiarò il Previtali uomo di cui si doveva avere estrema fiducia, ma fu il solo a cui affidò le rifilature dei disegni delle tarsie per la basilica di Santa Maria Maggiore realizzate nel 1526 da Giovan Francesco Capoferri. 
Il primo lavoro che gli venne commissionato giunto a Bergamo, fu la realizzazione del trittico di san Sigismondo per la chiesa di santa Maria di sotto poi allogato in quella di santa Maria del Conventino, e l'anno successivo, fu invitato dai fratelli Bartolomeo e Giovanni Casotti de Mazzoleni, famiglia di ricchi mercanti che commissionerà all'artista più di un lavoro, a realizzare una tela che sarà la sua prima opera pubblica nella città orobica. Aveva già realizzato gli affreschi nella Villa Zogna per Paolo Casotti. 
Il dipinto doveva venir collocato nella cappella progettata da Pietro IsabelloIl Previtali firmò il dipinto, datandolo 1515, ponendo un cartellino sul basamento che ospita Giovanni il Battista.

## Descrizione
La tela rappresenta nella sua parte centrale san Giovanni Battista che posto su di un piedistallo tiene nella mano sinistra un vessillo attorciliato lungo l'asta dove è scritto ECCE AGNVS DEI (Ecco l'agnello di Dio), laterale a lui vi sono quattro santi, due per lato. La tela presenta la tradizionale composizione piramidea che caratterizza il quattrocento veneto, anche se nei suoi lavori il Previtali tendeva ad avvicinarsi alla pittura del Lotto che stava lavorando alla Pala Martinengo, mantenendo però sempre una impronta personale.
I santi raffigurati nella tela, dovevano soddisfare la committenza e il contesto religioso. San Giovanni Battista posto centralmente è il patrono dei Canonici Lateranensi che erano da poco tempo subentrati nella gestione della chiesa. A fianco i santi: san Nicola di Bari vescovo raffigurato per indicare la generosità della famiglia Casotti, il santo, infatti, aveva salvato alcune giovani condannate per prostituzione perché si trovavano in grave indigenza, inoltre è il santo protettore dei naviganti e dei mercanti, ed era il santo a cui era devoto Bartolomeo che viene indicato come un uomo sempre in cammino alla ricerca di nuovi mercati e di nuovi compratori. San Bartolomeo raffigurato perché omonimo del committente. Beato Giacomo da Bergamo arcidiacono (da non confondere con san Giacomo il Maggiore), di cui erano devoti i canonici, una pietra cubica posta ai suoi piedi riporta la scritta Jacobus Bergomensis canoni cur regulari Christu pre dicans pro dura impte he reseos castigatione fus ibus ad arriana turba pe rcursus martir efficitur CCCLXXX et in sacra divi Alexandri edecon itus requiescit. Ultimo san Giuseppe dedicato alla città che nel XV secolo lo indicava come patrono dopo che Girolamo di Piacenza aveva tenuto le predicazioni quaresimali nelle chiese. Il santo è raffigurato con le due mani poggiate sul bastone e con tre gigli fioriti, simboli di purezza, umiltà e onestà, le virtù che lo fecero scegliere da Dio come padre putativo di suo figlio.. 
Sul basamento dove è posto il Battista vi è un piccolo cartellino riportante la scritta ANDREAS PRIVITALUS PINXIT M.D.XV. La lumaca è posta sul piedistallo contiene elementi di elevato simbolismo lunare. Non sono raffigurate le sue corna come la luna, che ha fasi in cui gli uomini sulla terra la possono vedere mentre in altre no, inoltre la lumaca è l'animale che compare dopo la pioggia. Averla posta proprio sotto il Battista vuole indicare la rinascita attraverso il sacramento battesimale, con l'eternità di una nuova vita. . 
.
La scena che si sviluppa in una chiesa che sembrerebbe diroccata e che ricorda le atmosfere venete, riportando il lavoro dell'artista alla bottega del Bellini, ma vuole indicare la rinascita della chiesa dalle rovine del mondo auspicando un periodo di pace e di agiatezza.